# Estados Unidos vs. Inglaterra (Copa Mundial de Fútbol de 1950)
El 29 de junio de 1950 tuvo lugar un partido disputado entre las selecciones de fútbol de Estados Unidos e Inglaterra, correspondiente a la fase de grupos de la Copa Mundial de Fútbol de 1950 realizada en Brasil, conocido en el país norteamericano como el «Milagro de Belo Horizonte» (Miracle of Belo Horizonte).
El partido se disputó en el Estádio Independência de Belo Horizonte. Antes del partido, la selección de Inglaterra era amplia favorita contra una selección de Estados Unidos reunida apresuradamente y compuesta por jugadores a tiempo parcial. El equipo estadounidense venció a los ingleses por 1–0, dando una de las grandes sorpresas en la historia del fútbol.

## Antecedentes
El Mundial de 1950 significó el debut de Inglaterra en la Copa Mundial, debido a que la asociación de fútbol de Inglaterra boicoteó los tres torneos anteriores debido a un conflicto con la FIFA en relación con pagos a jugadores aficionados, el cual había sido resuelto cuatro años atrás.
En aquella época, los ingleses tenían la reputación de ser "reyes del fútbol", y por ende, eran favoritos para ganar el Mundial. El equipo inglés (dirigido por Walter Winterbottom) tenía a algunos de los mejores futbolistas del mundo, como Tom Finney y Stan Mortensen. El equipo inglés también contaba con Stanley Matthews, una de las mayores figuras futbolísticas de la época. Sin embargo, Matthews se unió tarde al equipo, puesto que acababa de regresar de una gira por Canadá. Mientras que el equipo inglés tenía jugadores famosos, el equipo estadounidense estaba conformado por jugadores semiprofesionales, muchos de los cuales tenían otros empleos.
Inglaterra y Estados Unidos fueron emparejados en el grupo 2 del torneo. En la primera fecha del grupo, Inglaterra venció a Chile 2-0, mientras que Estados Unidos perdió 3-1 ante España.

## El partido
Desde el inicio del partido, Estados Unidos estuvo contra las cuerdas. En los primeros 12 minutos de juego, los ingleses tuvieron 6 ocasiones claras de gol (dos de las cuales se estrellaron contra el poste), frustradas por el arquero estadounidense Frank Borghi (conductor de carroza fúnebre de profesión). Por el lado de Inglaterra, Stanley Matthews no fue alineado, creyendo que el partido sería sencillo para los ingleses.
Durante gran parte del primer tiempo, el equipo estadounidense tenía dificultades para mantener la posesión del balón, siendo salvados por las intervenciones de la defensa, las atajadas de Borghi y el desacierto de los ingleses a la hora de concretar sus ocasiones. En el minuto 37, Walter Bahr (maestro de escuela en Filadelfia) envió un centro desde el mediocampo que parecía fuera del alcance de los cuatro delanteros estadounidenses. Mientras el portero inglés Bert Williams se adelantaba para recoger el balón, creyendo que sería una atajada fácil, Joe Gaetjens (lavador de platos y nacido en Haití) se lanzó en plancha y cabeceó el balón sin que Williams pudiera hacer nada. Fue el 1-0 a favor de Estados Unidos.
Tras el descanso, los 10.000 aficionados presentes esperaban que los ingleses reaccionaran. Sin embargo, los estadounidenses se mostraron más seguros de sí mismos. A medida que aumentaba la confianza de los estadounidenses, el público empezó a ponerse de su lado, mientras que los ingleses se  sentían frustrados. La última opción para los ingleses llegó a 8 minutos del final, cuando Stan Mortensen se fue con el balón directo a la portería estadounidense, sólo para ser detenido por el defensa Charlie Colombo. Cuando el árbitro pitó el final del encuentro, los aficionados brasileños entraron al campo de juego y alzaron a hombros a los estadounidenses.

### Detalles del partido
| POR | Frank Borghi    |  |
| DEF | Harry Keough    |  |
| DEF | Joe Maca        |  |
| MED | Walter Bahr     |  |
| MED | Ed McIlvenny    |  |
| MED | Charlie Colombo |  |
| DEL | Frank Wallace   |  |
| DEL | Gino Pariani    |  |
| DEL | Joe Gaetjens    |  |
| DEL | John Souza      |  |
| DEL | Ed Souza        |  |
| DT  | William Jeffrey |  |

| POR | Bert Williams       |  |
| DEF | Alf Ramsey          |  |
| DEF | John Aston, Sr.     |  |
| DEF | Billy Wright        |  |
| MED | Laurie Hughes       |  |
| MED | Jimmy Dickinson     |  |
| DEL | Wilf Mannion        |  |
| DEL | Tom Finney          |  |
| DEL | Jimmy Mullen        |  |
| DEL | Stan Mortensen      |  |
| DEL | Roy Bentley         |  |
| DT  | Walter Winterbottom |  |

| Anotado | 38' | Joe Gaetjens |  |

| Árbitro             | Generoso Dattilo    |
| Árbitros asistentes | Charles de la Salle |
| Árbitros asistentes | Giovanni Galeati    |

| POR | Frank Borghi    |  |
| DEF | Harry Keough    |  |
| DEF | Joe Maca        |  |
| MED | Walter Bahr     |  |
| MED | Ed McIlvenny    |  |
| MED | Charlie Colombo |  |
| DEL | Frank Wallace   |  |
| DEL | Gino Pariani    |  |
| DEL | Joe Gaetjens    |  |
| DEL | John Souza      |  |
| DEL | Ed Souza        |  |
| DT  | William Jeffrey |  |

| POR | Bert Williams       |  |
| DEF | Alf Ramsey          |  |
| DEF | John Aston, Sr.     |  |
| DEF | Billy Wright        |  |
| MED | Laurie Hughes       |  |
| MED | Jimmy Dickinson     |  |
| DEL | Wilf Mannion        |  |
| DEL | Tom Finney          |  |
| DEL | Jimmy Mullen        |  |
| DEL | Stan Mortensen      |  |
| DEL | Roy Bentley         |  |
| DT  | Walter Winterbottom |  |

| Anotado | 38' | Joe Gaetjens |  |

| Árbitro             | Generoso Dattilo    |
| Árbitros asistentes | Charles de la Salle |
| Árbitros asistentes | Giovanni Galeati    |

## Después del partido
Incluso después de su derrota, Inglaterra mantuvo la esperanza de clasificarse a la ronda final ganándole a España en su último partido del grupo. Sin embargo, y con Matthews en la alineación, los ingleses perdieron 1-0. Al mismo tiempo, los estadounidenses perdieron 5-2 contra Chile. Con esos resultados, Inglaterra y Estados Unidos fueron eliminados del mundial en la primera ronda. Los titulares de prensa en varias naciones se hicieron eco de este resultado, excepto en Estados Unidos y el Reino Unido.
Esta seria la última victoria de los Estados Unidos en una Copa del Mundo, tuvieron que pasar 44 años para volver a ganar un partido del mundial siendo en el 1994 cuando fueron anfitriones del torneo derrotando a Colombia por 2 a 1.
La victoria estadounidense sobre Inglaterra fue contada en una película de 2005 llamada The Game of Their Lives. El narrador de la película es Angelo Pizzo y Geoffrey Douglas, autor del libro con el mismo nombre.